# ワトソンワイアット
ワトソンワイアット(Watson Wyatt)は、組織・人事コンサルティング、退職金・年金コンサルティング、年金資産運用コンサルティング、報酬データサービス、保険コンサルティングを提供しているコンサルティング会社

## 概要
ワトソンワイアットは、1878年にReuben Watsonがイギリスで設立したベネフィット・ファームであるR Watson & Sonsと、1946年に B.E. Wyattと7人の共同創業者によりアメリカ合衆国で設立した人事コンサルティング・ファームであるThe Wyatt Companyとのグローバル規模の業務提携により、Watson Wyatt Worldwideとして1995年4月に成立した。
今日では、31カ国に102のオフィスと7,000人の従業員を擁し、13億ドルの売上を上げている。
日本オフィスは1985年に設立され、組織・人事コンサルティング、退職金・年金コンサルティング、年金資産運用コンサルティング、報酬データサービス、保険コンサルティングを提供している。
2009年6月、タワーズペリンと合併を発表、2010年1月、新会社タワーズワトソン設立

## 出身者
- 高橋俊介（元代表取締役 慶應義塾大学SFC研究所上席所員）
- 高橋克徳（元コンサルタント、東京理科大学教授）
- 永田稔（元ディレクター、立命館大学教授）